# Róbert Polievka
Róbert Polievka (* 9. června 1996) je slovenský fotbalový záložník a mládežnický reprezentant, od září 2018 hráč klubu MFK Dukla Banská Bystrica.

## Klubová kariéra
Odchovanec FK Dukla Banská Bystrica, v létě 2014 se dostal do A-týmu.

V červnu 2015 podepsal po sestupu Dukly Banská Bystrica do druhé ligy tříletý kontrakt s prvoligovým klubem DAC Dunajská Streda.
Na jaře 2017 hostoval v klubu z Banskobystrického kraje ŠPORT Podbrezová. V létě 2017 v DAC skončil a přestoupil do MŠK Žilina. Opačným směrem putoval Lukáš Čmelík.

## Reprezentační kariéra
Polievka nastupoval za slovenské mládežnické reprezentace U19 a U21.